# Protesten in Mauritanië
De protesten in Mauritanië waren een reeks van protesten in het Noord-Afrikaanse land Mauritanië die in januari 2011 begonnen, gelijktijdig met de Arabische Lente, en die tot in 2013 duren. De grotendeels vreedzame protestbewegingen eisen dat president Mohamed Ould Abdel Aziz institutionele, politieke, economische en juridische hervormingen doorvoert. Het gemeenschappelijk thema van deze protesten is slavernij, dat officieel illegaal is in Mauritanië, maar toch wijdverbreid is in het land. De oppositie beschuldigt de regering van het schenden van de mensenrechten.
Het doel van de protesten is:
- Politieke en economische veranderingen
- Einde aan de slavernij
- Einde aan de corruptie

## Tijdlijn

### Start van protesten
Naar het voorbeeld van Mohamed Bouazizi, een Tunesische fruitverkoper die zichzelf in brand stak om tegen de regering van Tunesië te protesteren, verbrandde Yacoub Ould Dahoud, een zakenman van middelbare leeftijd, zichzelf voor het presidentiële paleis in Nouakchott op 17 januari 2011. Hij liet een briefje achter waarin wordt uitgelegd dat het onrecht in Mauritanië hem tot zelfmoord leidde. Dahoud overleed op 23 januari in het ziekenhuis.
Zijn zelfverbranding leidde tot protesten in de hoofdstad, die op 20 januari begonnen. Toen verzamelden demonstranten zich op het 1-mei-plein, met de intentie om vreedzaam te protesteren als een daad van burgerlijke ongehoorzaamheid totdat de overheid hun eisen erkent.

### Protesten breiden zich uit
Op 25 februari 2011 vertrekken demonstranten van over heel Mauritanië en verzamelen zich rond het 1-mei-plein in Nouakchott. Op 25 april 2011  eisen demonstranten dat premier Moulaye Ould Mohamed Laghdaf aftreedt. Ondanks een aantal economische concessies die door de autoriteiten werden ingevoerd, komen deze protesten er toch.

### Protesten tegen de volkstelling
Honderden zwarte Afrikaanse Mauritaniërs protesteerden vanaf eind september 2011 aan de regeringsgebouwen. Bij de volkstelling worden zwarten afgekeurd. Gevolg hiervan is dat burgerschap van de Arabieren hoger ligt dan dat bij de zwarte bevolking. Op 27 september 2011 werden zeven zwarte demonstranten doodgeschoten door de politie in Maghama, in de buurt van de internationale grens met Senegal, en twee van hen overleden aan hun verwondingen.  
Enkele dagen later werden 56 demonstranten in Noaukchott gearresteerd. Op 28 november was er opnieuw protest tegen de volkstelling. Ten minste een zwarte werd gewond en een ander zwarte werd vastgehouden wanneer de veiligheidstroepen ingrepen om het protest in de hoofdstad tegen te houden.

### Protesten van studenten
Studenten aan het Instituut voor Islamitische Studies en Onderzoek (Iseri) begonnen te protesteren op 14 december 2011. De politie reageerde met geweld en met traangas. De onrust leidde tot de sluiting van Iseri , maar de studenten bleven protesteren. Verschillende werden vastgehouden op 16 januari 2012. Slechts vijf dagen later werden de studenten door de politie vrijgelaten. Op 25 januari organiseerden de studenten een "Dag van Woede".

### Herdenking
Een jaar na de zelfverbranding van Yacoub Ould Dahouds werd deze herdacht, demonstranten verzamelden zich in Noaukchott bij het presidentieel paleis van president Mohamed Ould Abdel Aziz en zijn regering om hen opnieuw aan te klagen. Vreedzame demonstraties werden er gehouden. Zelfgemaakte borden en gescandeerde slogans riepen op tot hervorming. Enkele dagen later, op 28 januari 2012, vestigt zich in Qatar een nieuwe nieuwszender ‘Al Jazeera’. Daar wordt een verhaal over de Mauritaanse protesten besproken. Ze karakteriseren dat de protesten hoofdzakelijk te wijten zijn aan het relatieve gebrek aan internet in Mauritanië. Geschat wordt slechts 2 procent van de Mauritaanse huishoudens betrouwbare internetverbindingen heeft.

### Protesten van de oppositie
Op 3 april 2012 komen duizenden Maurtianiërs samen om aan demonstraties in de hoofdstad deel te nemen. Ze riepen tot president Mohamed Ould Abdelaziz om af te treden. De oppositie riep op om rustig in de negen districten van Nouakchott te protesteren. Zij beschuldigden de president van vervalste verkiezingen die hem in 2009 aan de macht heeft geholpen. Ze beschuldigden hem ook dat hij weigert om een serieuze nationale dialoog met oppositiegroepen te houden.
Protesten laaiden weer in juli 2012 op. Duizenden Mauritaniërs protesteerden in de hoofdstad waarin werd opgeroepen tot het vertrek van president Mohamed Ould Abdel Aziz. Zij beschuldigden hem van despotisme en wanbeheer. Demonstranten scandeerden: "Aziz uit 'en' wij zijn ziek van de tiran".

### 2013
Op 25 februari 2013 werd een protest met geweld onderdrukt.